# Caputxí carablanc
El caputxí carablanc (Cebus capucinus) és una espècie de mico de la família dels cèbids que es troba als boscos de Sud-amèrica i Centreamèrica.
Menja fruits, insectes, crancs i petits rèptils i aus.